# ニコライ・アセーエフ

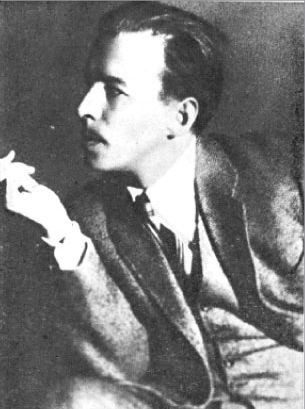
ニコライ・アセーエフ（1910年代）

ニコライ・ニコラエヴィチ・アセーエフ（ロシア語:Никола́й Никола́евич Асе́ев、英語:Nikolay Nikolaevich Aseyev 発音、1889年7月10日 - 1963年7月16日）は、ソビエト連邦（現:ロシア）クルスクen:Lgov, Kursk Oblast出身の詩人。代表作は1928年に発表された叙情詩『セミヨン・プロスカーコフ』である。
象徴主義や未来派の影響を受け、当初所属していたシンボリストの団体「リリカ」を脱退し、1914年、アセーエフはボリス・パステルナークやセルゲイ・ボブロフらと未来派団体「遠心分離器」を結成する。同年頃に処女作『夜のフルート』を発表。同じくソ連の詩人であるウラジーミル・マヤコフスキーに素質を認められ、ロシア・アヴァンギャルド期に於ける文学、芸術機関誌である『レフ』の編集者、編集責任者となり、1941年に政府より名誉賞を受賞した。
1963年7月16日にモスクワで死去する。